# Saxwe (peuple)
Les Saxwe ou Sahouès sont un peuple du Sud-Ouest du Bénin, parlant traditionnellement le saxwe.